# Manchester Cemetery
Manchester Cemetery is een begraafplaats gelegen in de Franse plaats Riencourt-les-Bapaume (Pas-de-Calais). De militaire graven worden onderhouden door de Commonwealth War Graves Commission.
De begraafplaats telt 61 geïdentificeerde Gemenebest graven uit de Eerste Wereldoorlog.